# Santuario di Santa Maria del Toro
Il santuario di Santa Maria del Toro è una chiesa monumentale situata nella zona collinare di Vico Equense ed appartenente alla parrocchia della chiesa dei Santi Ciro e Giovanni.

## Storia

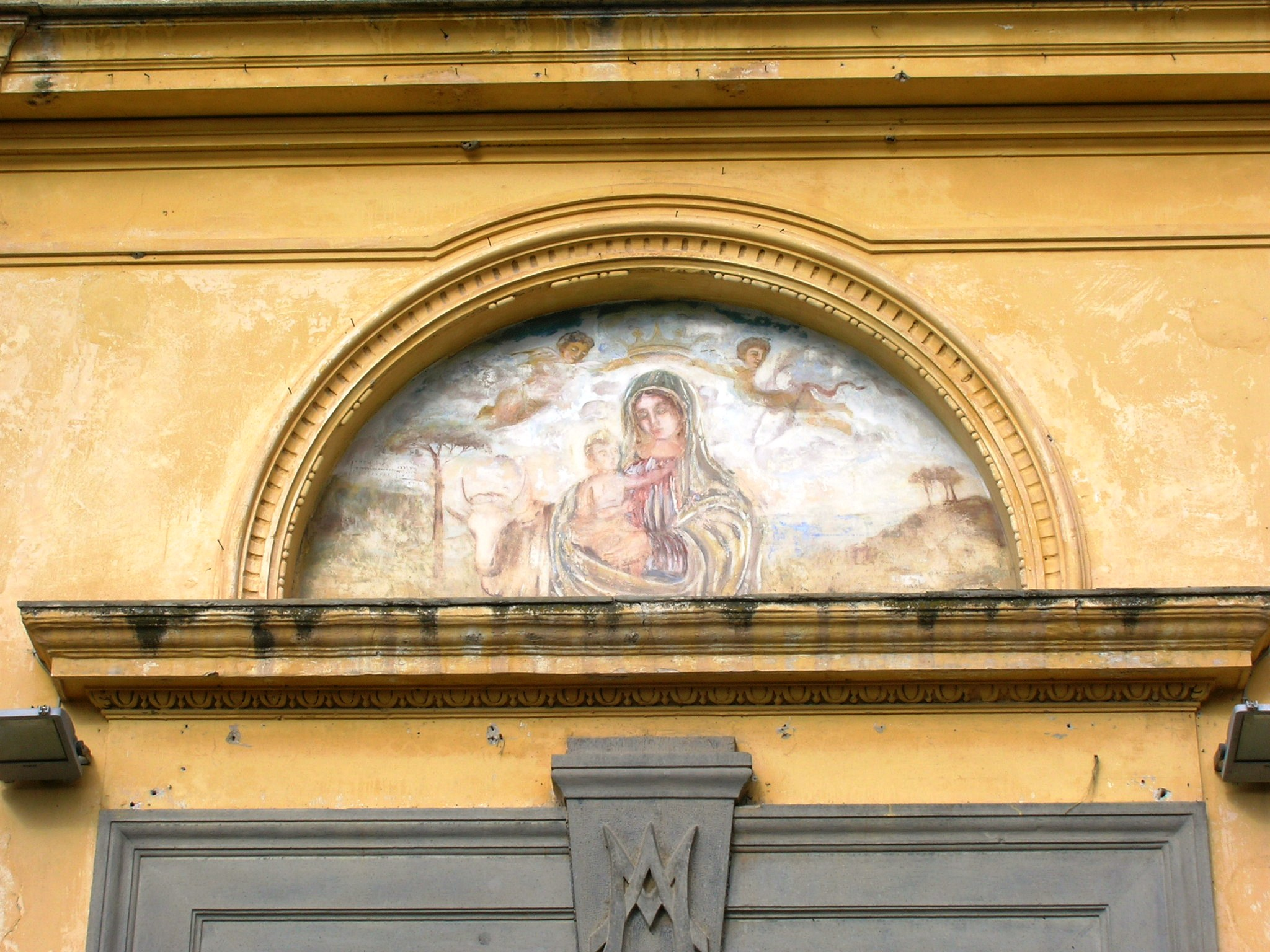
Lunetta sulla facciata esterna

Esistono due leggende sull'origine del santuario: la prima vuole che nel 1458 un ricco signore fece dipingere su di una roccia la Vergine con il Bambino e alla sua destra San Bernardino da Siena; l'immagine fu per molti anni dimenticata e si ricoprì di rovi, fino al 1530 quando un'anziana donna, che portava a pascolo il suo toro, richiamata da una luce soprannaturale, scoprì la sacra icona. La seconda leggenda riguarda un toro che ogni volta che passava dinanzi alla rupe si inginocchiava; il fatto si ripeté fino a quando una notte, la Madonna apparve in sogno ad una ragazza storpia, Caterina Bozzaotra, chiedendole di andare alla grotta per ottenere la guarigione, evento che poi si verificò.
A seguito di queste due leggende fu eretta, tra il 1542 ed il 1549, in segno di devozione, una piccola cappella, gestita dai padri Teatini; tra il XVI e il XVII secolo, la cappella subì notevoli lavori di ristrutturazione e ampliamento e venne costruito il campanile. Nel 1807 l'intera struttura fu venduta a Saverio Parascandalo, che la trasformò in una stalla: solo alla fine del XIX secolo venne nuovamente restaurata e riaperta al culto per volere della Congregazione di carità di Vico Equense.

## Struttura

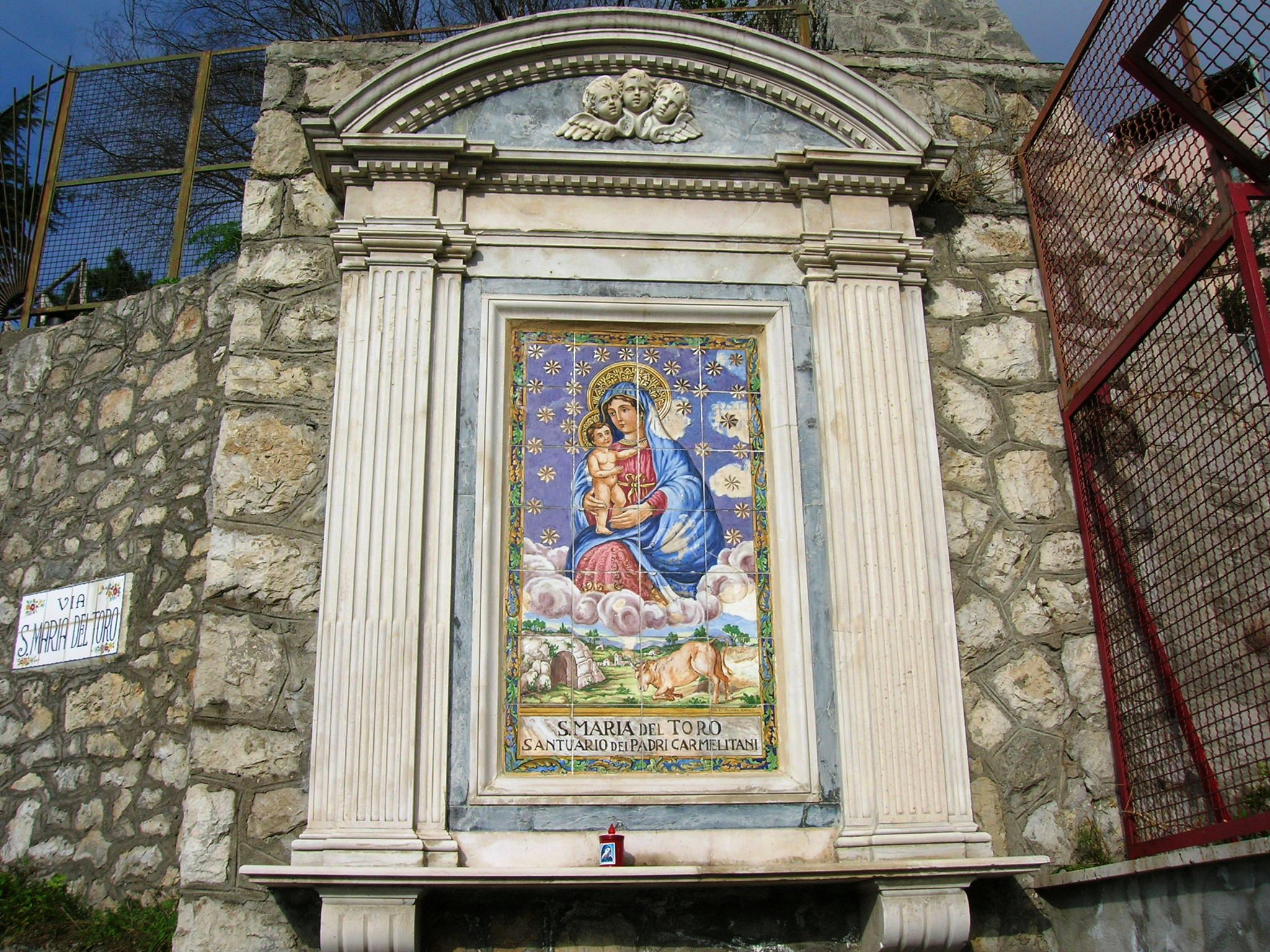
Edicola votiva sulla strada per il santuario

Il sagrato della chiesa è circoscritto da un cancello in ferro fucinato e pavimentato con lastre di piperno; la facciata è divisa in due scomparti da una trabeazione: quella inferiore presenta al centro il portale d'ingresso sovrastato da una lunetta nella quale è raffigurata una Vergine col Bambino ed ai lati una coppia di paraste, mentre nella parte superiore si apre un ampio finestrone.
All'interno la chiesa presenta una pavimentazione in marmo, che ha sostituito quella originaria in maiolica, un soffitto a cassettoni del XVII secolo, realizzato in legno di tiglio e faggio ed un'unica navata, dalla lunghezza di trentadue metri, per una larghezza di dieci, lungo la quale si aprono sei cappelle, tra cui quella dedicata a Santa Maria, che presenta un altare in marmo di Carrara, sul quale poggia una statua della Vergine col Bambino, in legno, opera di uno sconosciuto, risalente al XVI secolo, che apparteneva originariamente ai principi di Satriano: la statua, che viene portata in processione durante la festa di Santa Maria del Toro, stringe tra le mani un giglio d'argento ed il bambino Gesù, quest'ultimo non originale, in quanto derubato nel 1974.
Un arco trionfale divide la navata della zona dell'altare maggiore, posto in un presbiterio quadrato, sormontato da una cupola a tutto sesto: l'altare è in stile barocco e risale alla metà del XVI secolo; vicino è posto un ambone di notevole fattura. In una nicchia absidata si trova l'affresco del Madonna col Bambino e San Bernardino di Siena. Nella cupola è affrescato il Paradiso e la Gloria di San Gaetano, attribuiti a Francesco Solimena, mentre tra le finestre del tamburo, sono raffigurate le quattro parti della Terra conosciute nel XVII secolo ossia l'Europa, l'Asia, raffigurata con l'incenso, l'Africa, con particolari tipi di frutta e l'America, con un pellerossa con frecce ed arco; ed ancora, nelle lunette sottostanti il tamburo, sono affrescate la visione del Natale di San Gaetano, l'agonia del Santo e la discesa dello Spirito Santo a Pentecoste. Il campanile, eretto nel 1578, è a pianta quadrata ed è alto trentacinque metri: la cella campanaria, di forma ottagonale e decorata con merli, ospita tre campane.